# Ngong Ping 360

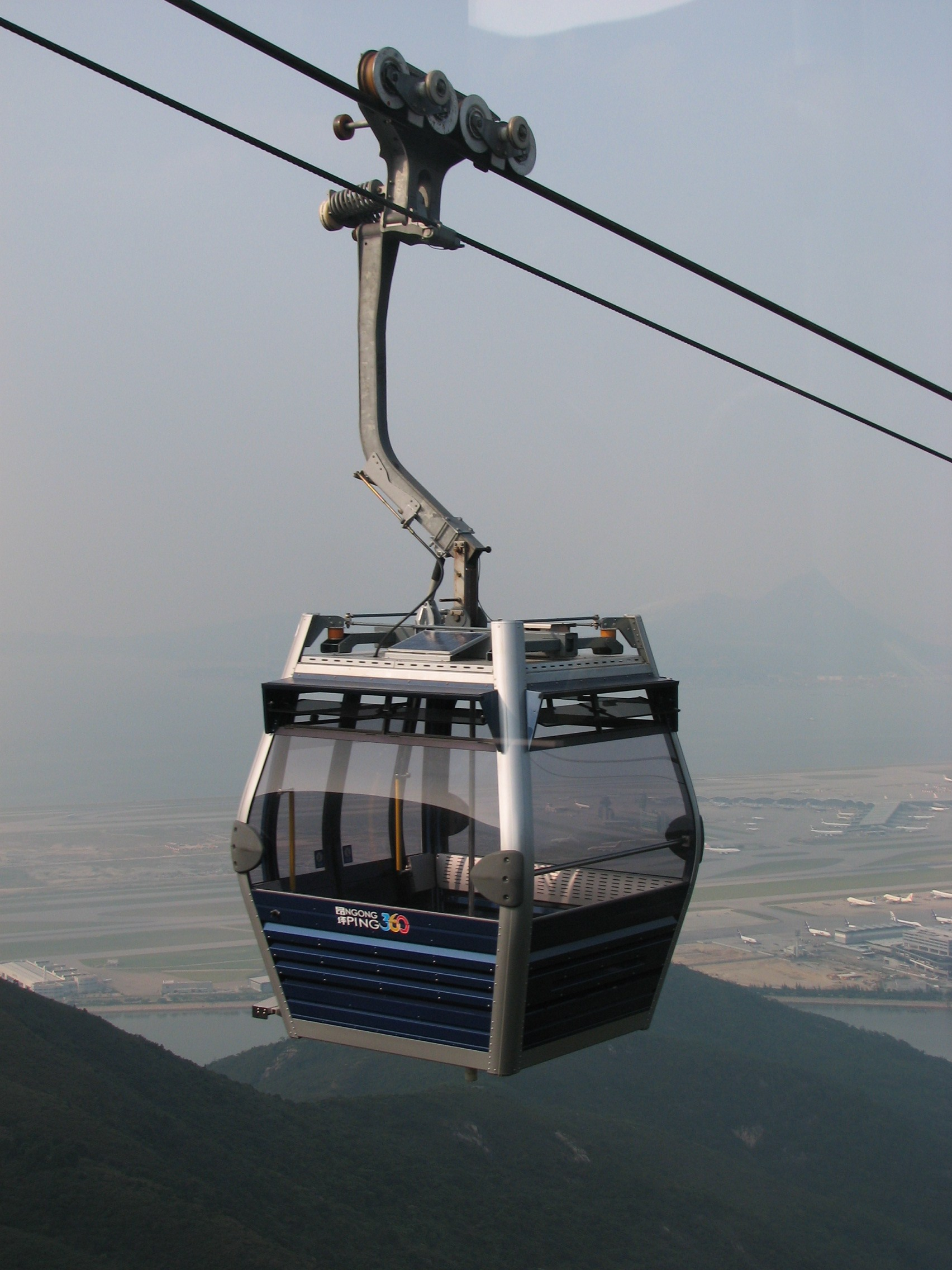
Gondola kolei linowej Ngong Ping 360

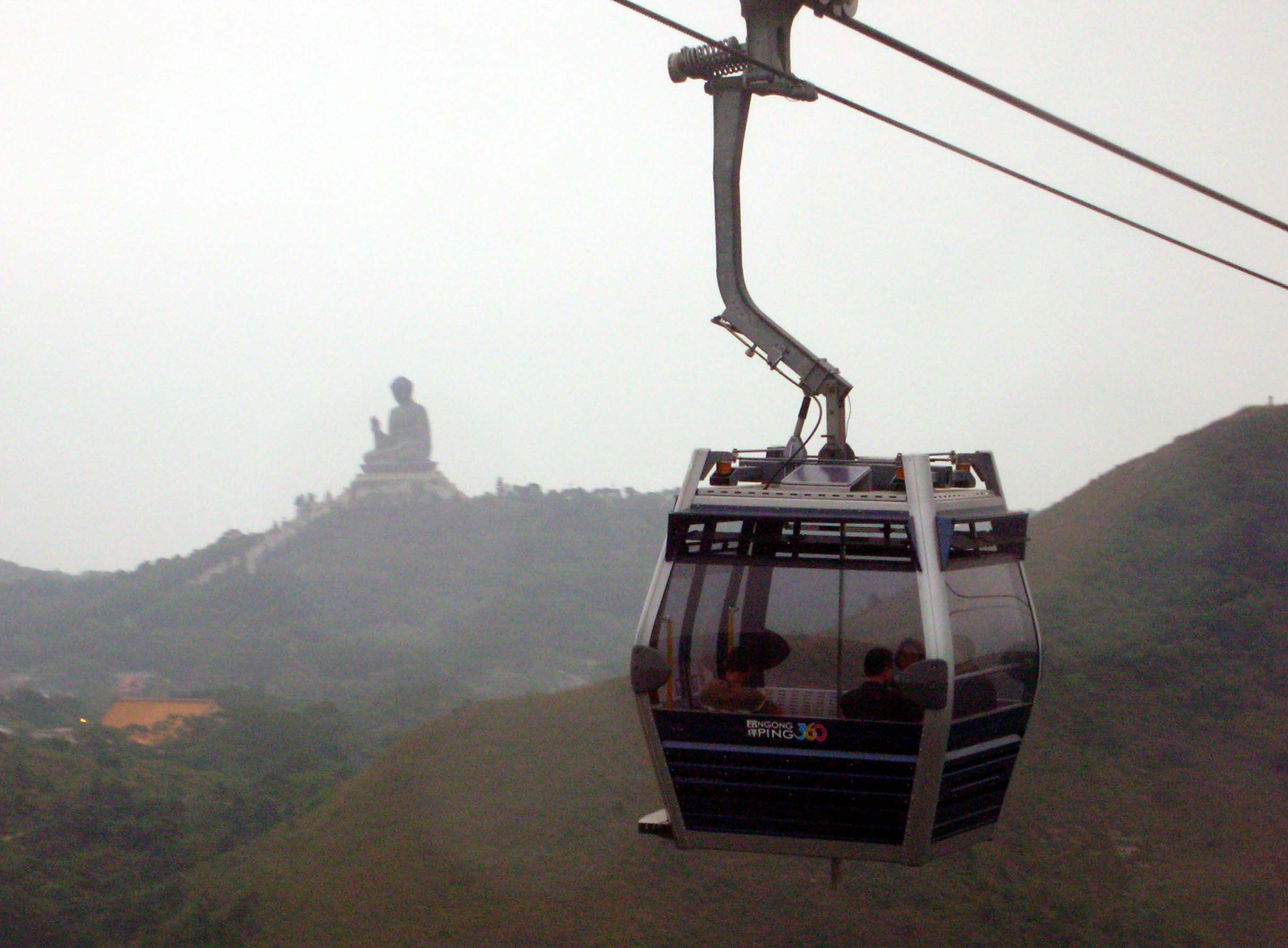
Ngong Ping 360, w tle Buddy Tian Tan

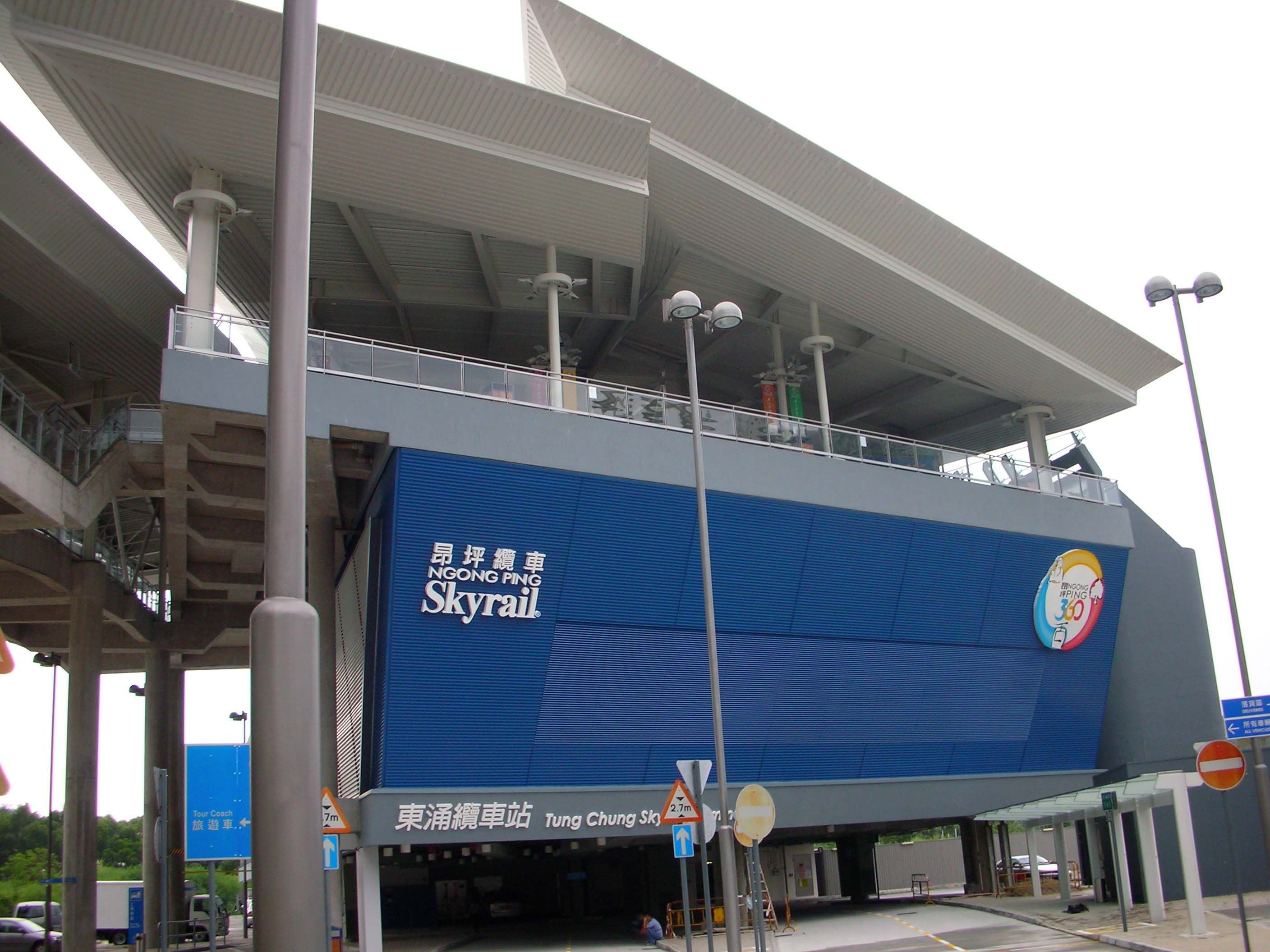
Terminal Tung Chung

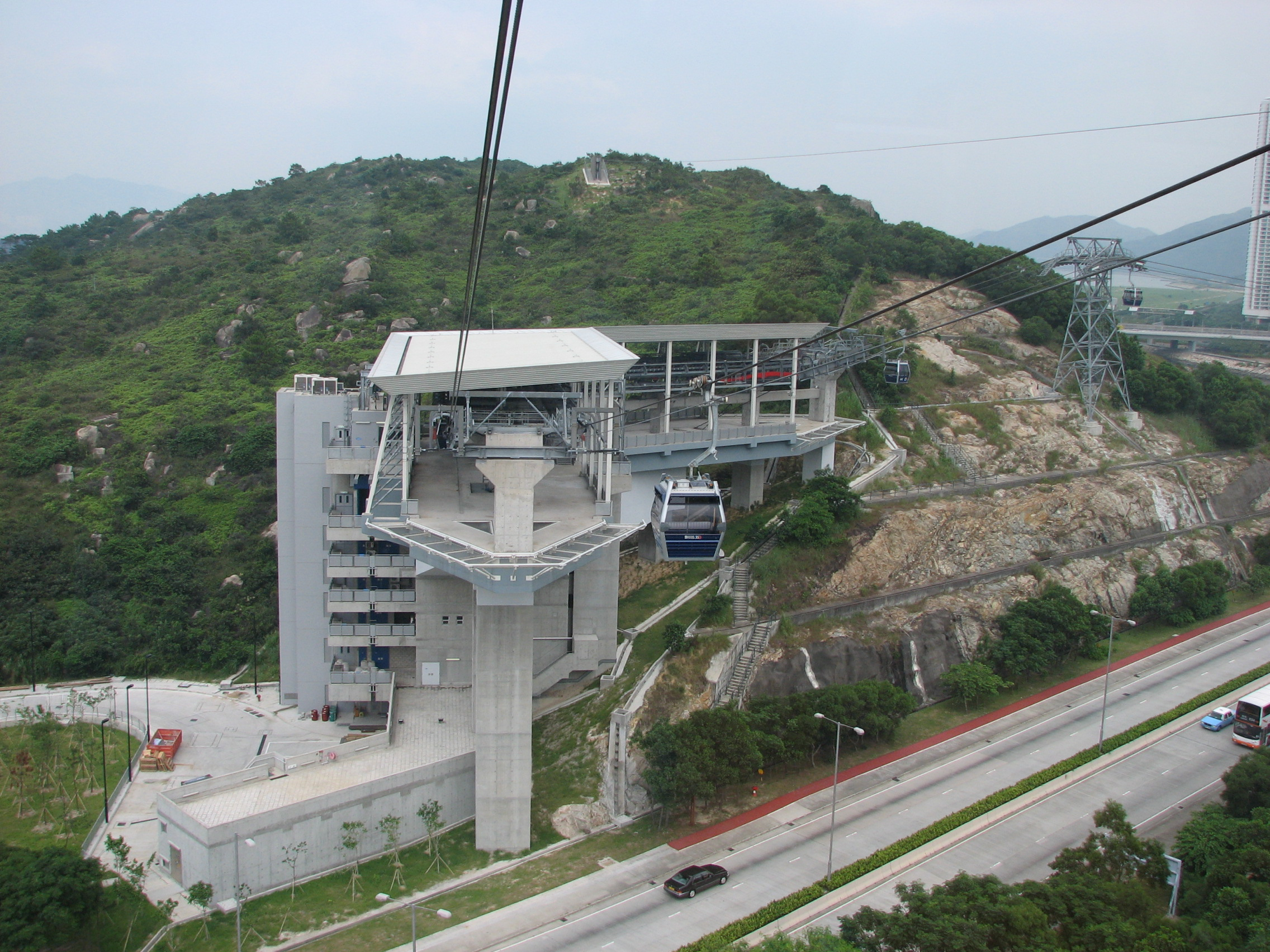
Stacja na lotnisku Hongkong

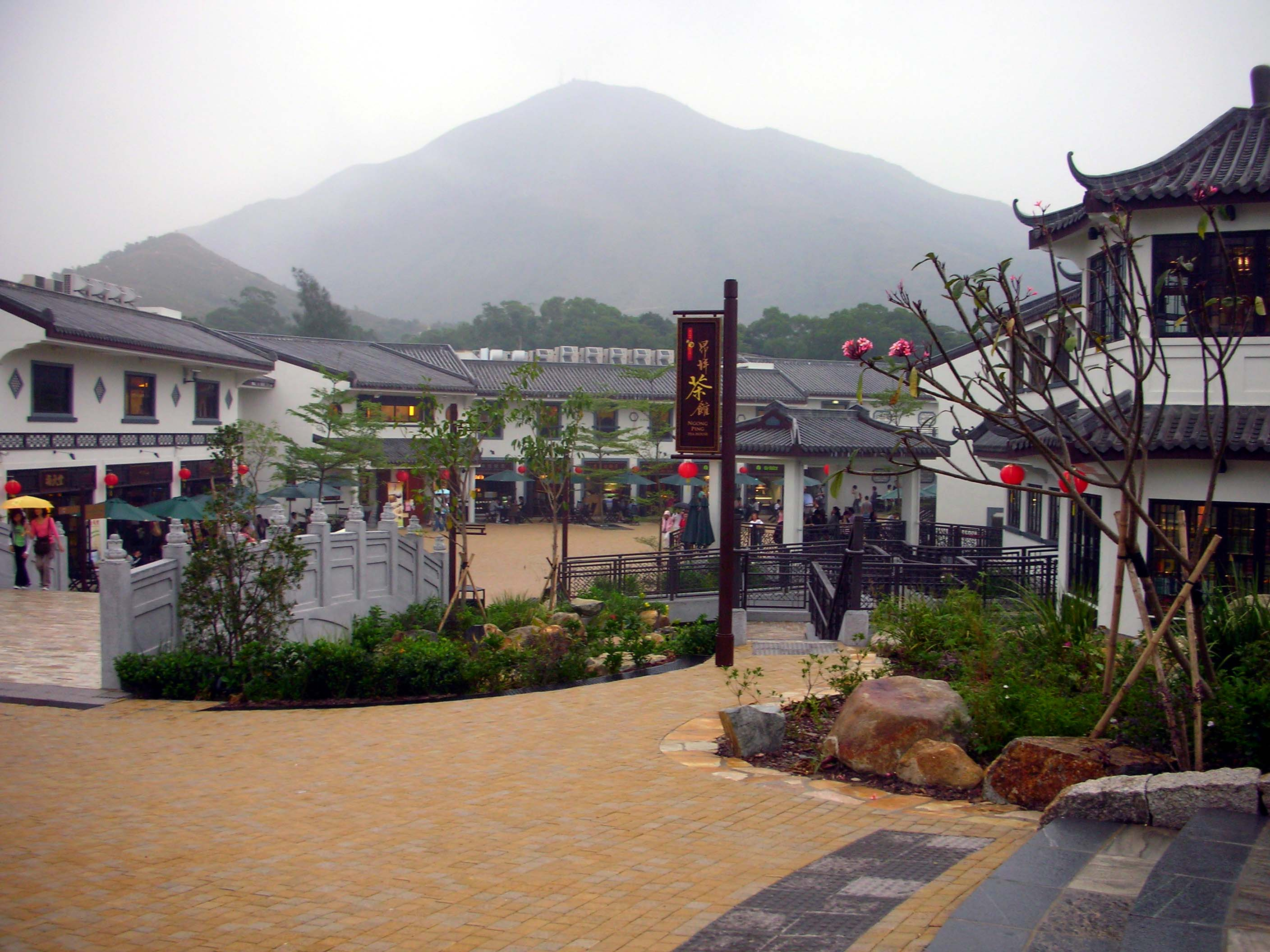
Ngong Ping Village

Ngong Ping 360 – turystyczny projekt na wyspie Lantau w Hongkongu, na który składa się kolej linowa o nazwie Ngong Ping Skyrail oraz wioska o nazwie Ngong Ping Village odzwierciedlająca życie kulturalne i duchowe na wyżynie Ngong Ping. Kompleks należy do MTR Corporation, a wybudowany został i obsługiwany jest przez Skyrail-ITM. Początkowo projekt nosił nazwę Tung Chung Cable Car Project, natomiast obecna nazwa pojawiła się w kwietniu 2006 roku.

## Ngong Ping Skyrail
Długość kolei linowej Ngong Ping Skyrail wynosi 5,7 km i łączy miejscowość Tung Chung (gdzie znajduje się stacja końcowa linii kolejowej Tung Chung) z wyżyną Ngong Ping (gdzie znajduje się klasztor Po Lin oraz posąg Buddy Tian Tan). Na trasie kolei znajdują się także stacje pośrednie, pierwsza zlokalizowana na południowym brzegu wyspy, na której znajduje się Port lotniczy Hongkong, a druga na wzgórzu Nei Lak Shan. Trasa gondoli podtrzymywana jest na ośmiu wieżach.
Pierwotnie otwarcie kolei było planowane na 24 czerwca 2006, jednak po wypadku 17 czerwca 2006, w którym na stacji Ngong Ping lekko zderzyły się dwie gondole, a w efekcie cały system został zatrzymany. W tym czasie w gondolach zostało uwięzionych 500 osób, a kolejnych 600 czekało na górnej stacji - Ngong Ping. W wyniku tego wypadku Skyrail-ITM postanowił przełożyć otwarcie, aby usunąć usterki.
Po dwóch miesiącach prac nad ulepszaniem kolei i naprawą po zniszczeniach wywołanych przez tajfun Prapiroon w sierpniu 2006, działanie Ngong Ping 360 zostało wznowione na okres próbny 7 dni 30 sierpnia 2006. Ostatecznie kolei została uruchomiona 18 sierpnia 2006. Od tego czasu pojawiło się kilka doniesień na temat problemów technicznych, niektóre z nich były spowodowane silnym wiatrem.

### Przebieg podróży
Podróż gondolą z dolnej stacji Tung Chung na górną położona na płaskowyżu Ngong Ping trwa zaledwie 20-25 minut, natomiast alternatywna jazda drogą Tung Chung trwa godzinę.
Kolej linowa swój początek ma w Terminalu Tung Chung, następnie przebiega przez zatokę Tung Chung i dociera do stacji zlokalizowanej obok portu lotniczego Hongkong na wyspie Chek Lap Kok, gdzie zakręca o około 60 stopni i z powrotem przebiega nad zatoką Tung Chung. Dalej przebiega nad Parkiem Narodowym Północny Lantau przez stację Nei Lak Shan, a swój bieg kończy w Terminalu Ngong Ping.
Podczas podróży turyści mogą zobaczyć panoramę Parku Narodowego Północny Lantau, Morze Południowochińskie, Port lotniczy Hongkong, dolinę Tung Chung, płaskowyż Ngong Ping oraz otaczające tereny i kanały żeglugowe.

## Ngong Ping Village
Ngong Ping Village to wioska obok Terminalu Ngong Ping o powierzchni 1,5 ha, której celem jest ukazanie i podtrzymanie życia kulturalnego i duchownego jakie panuje na Ngong Ping. Wioskę charakteryzuje tradycyjna chińska architektura i znajdują się w niej sklepy oraz miejsca z jedzeniem, wśród głównych atrakcji wymienia się spacer z Buddą, teatr (Monkey's Tale Theatre) oraz dom herbaty (Ngong Ping Tea House).